# フランシス・ベアリング (初代ノースブルック男爵)
初代ノースブルック男爵フランシス・ソーンヒル・ベアリング（英: Francis Thornhill Baring, 1st Baron Northbrook. PC, FRS、1796年4月20日 - 1866年9月6日）は、イギリスの政治家、貴族。

## 経歴
1796年4月20日、イギリス東インド会社が統治するインド・コルカタにおいて第2代準男爵サー・トマス・ベアリングとその妻メアリー（旧姓シーリー）の長男として生まれる。父はベアリングス銀行創設者である初代準男爵サー・フランシス・ベアリングの長男であり、この頃には東インド会社に勤務していた。
ウィンチェスター・カレッジやイートン校を経てオックスフォード大学クライスト・チャーチへ進学した。同大学から1817年にバチェラー・オブ・アーツ、1821年にマスター・オブ・アーツの学位を取得した。リンカーン法曹院にも入学し、1823年には法廷弁護士資格を取得。
1826年から1865年までポーツマス選挙区から選出されて庶民院議員を務める。所属政党はホイッグ党・自由党だった。1830年から1834年6月までグレイ伯爵内閣で下級大蔵卿を務める。1835年から1839年まで第2次メルバーン子爵内閣で再び下級大蔵卿を務め、1839年から1841年にかけて同内閣の財務大臣に抜擢される。
1848年4月3日に父の死により第3代準男爵位を継承した。
1849年1月から1852年2月にかけてはジョン・ラッセル卿内閣で海軍大臣を務めた。
1866年1月4日に連合王国貴族爵位「カウンティ・オブ・サウザンプトンにおけるストラットンのノースブルック男爵（Baron Northbrook, of Stratton, in the County of Southampton）」に叙され、貴族院議員に列した。
同年9月6日にハンプシャー・ミッチェルデバー・ストラットン・パークで死去した。

## 栄典

### 爵位
- 1866年1月4日、初代ノースブルック男爵（連合王国貴族爵位）[2]

### その他
- 1839年8月26日、枢密顧問官（PC）[2]
- 1848年4月3日、第3代準男爵（1793年創設グレートブリテン準男爵位）[2]
- 1849年2月22日、王立協会フェロー（FRS）[2]

## 家族
1825年に初代準男爵ジョージ・グレイの娘ジェーン（首相第2代グレイ伯爵チャールズ・グレイの従兄妹にあたる）と最初の結婚をし、彼女との間に爵位を継承する長男トーマスを儲けた長男トーマスはインド総督や海軍大臣を歴任し、初代ノースブルック伯爵に叙されている。
1841年には初代エフィンガム伯爵ケネス・ハワードの娘アラベラと二度目の結婚をし、彼女との間に次男フランシス・ヘンリーを儲けた。長男トーマスの家系は2代で絶え、現在ノースブルック男爵位はこの次男フランシスの家系によって継承されている。